# CK Skvadern
CK Skvadern, svensk curlingklubb från Sundsvall som bildades 1961. Klubben tog SM-silver 1975 och 1978 på damsidan.